# Amiocentrus tessellatum
Amiocentrus tessellatum är en nattsländeart som först beskrevs av Bradley 1924.  Amiocentrus tessellatum ingår i släktet Amiocentrus och familjen bäcknattsländor. Inga underarter finns listade i Catalogue of Life.